# Ligasystemet i skotsk fodbold
Ligasystemet i skotsk fodbold er et system af fodboldligaer, der generelt ikke er forbundne ved op- og nedrykning af klubberne mellem ligaerne og som styres af fire forskellige fodboldforbund. Det skotske ligasystem er blandt de mest komplicerede, og ligaerne tilhører flere forskellige systemer: senior football og junior football (som dog ikke har noget at gøre med spillernes alder), samt amateur football og welfare football.
I senior football findes der én national liga, Scottish Professional Football League, der består af fire divisioner med i alt 42 hold, og som dannedes i 2013 ved en fusion af Scottish Premier League og Scottish Football League. Senior football omfatter endvidere fire regionale ligaer, Highland Football League med 18 klubber og Lowland Football League med 12 klubber, der tilsammen udgør niveau 5 i ligasystemet, samt East of Scotland Football League med 20 klubber og South of Scotland Football League med 11 klubber, der udgør de laveste niveauer i ligasystemet. Tidligere har der ikke været op- og nedrykning mellem de regionale og de nationale ligaer, men fra sæsonen 2014-15 indføres der op- og nedrykningskampe mellem det lavest placerede hold fra Scottish Professional Football League og vinderen af et playoff-opgør mellem vinderne af de to ligaer på niveau 5. Alle ligaerne i senior football bliver administreret af Scottish Football Association.
Junior football bliver administreret af Scottish Junior Football Association, som har 159 medlemsklubber opdelt på tre regioner. Hver region i junior football har sit eget ligasystem med op- og nedrykning mellem divisionerne, men der er ingen op- og nedrykning mellem senior og junior football.
Niveauerne under ovennævnte systemer er amateur football, administreret af Scottish Amateur Football Association, med ca. 1.000 klubber, der spiller i 60-70 forskellige ligaer, og welfare football, styret af Scottish Welfare Football Association, med ca. 500 klubber, fortrinsvis i det nordlige Skotland.
Denne opdeling af ligasystemet er usædvanlig blandt Europas moderne fodboldsystemer, som ellers normalt er organiseret pyramidisk, således at op- og nedrykning er mulig mellem ligaer på alle niveauer. I mange årtier har der været diskussioner om oprettelse af et pyramidesystem, men ligaerne og Scottish Football Association har ikke vist nogen seriøs interesse i at ændre det nuværende system. Da Gretna FC i 2008 trådte ud af Scottish Football League, fik debatten imidlertid nyt liv, da SFA's direktør, Gordon Smith, indledte diskussioner om oprettelsen af et pyramidesystem med de regionale ligaer og juniorligaerne.
Flere engelske klubber lokaliseret nær grænsen til Skotland deltager i det skotske ligasystem. Eneste engelske hold i senior football er Berwick Rangers FC, mens et mindre antal engelske amatørklubber på lavere niveauer også spiller i skotsk fodbold.

## Senior football

### Nuværende system
Det nuværende system blev indført til sæsonen 2013–14, hvor Scottish Professional Football League blev dannet ved en fusion af Scottish Premier League (niveau 1) og Scottish Football League (niveau 2-4). Samtidig blev Lowland Football League grundlagt.
| Niveau | Ligaer og divisioner             | Ligaer og divisioner                                      | Ligaer og divisioner                      |
| ------ | -------------------------------- | --------------------------------------------------------- | ----------------------------------------- |
| 1      | Scottish Premiership 12 hold     | Scottish Premiership 12 hold                              | Scottish Premiership 12 hold              |
| 2      | Scottish Championship 10 hold    | Scottish Championship 10 hold                             | Scottish Championship 10 hold             |
| 3      | Scottish League One 10 hold      | Scottish League One 10 hold                               | Scottish League One 10 hold               |
| 4      | Scottish League Two 10 hold      | Scottish League Two 10 hold                               | Scottish League Two 10 hold               |
| 5      | Highland Football League 18 hold | Lowland Football League 12 hold                           | Lowland Football League 12 hold           |
| 6      |                                  | East of Scotland Football League Premier Division 10 hold | South of Scotland Football League 11 hold |
| 7      |                                  | East of Scotland Football League First Division 10 hold   |                                           |

Ligaerne på niveau 5 og derunder er kategoriseret som "non-league football", hvilket betyder at de befinder sig uden for Scottish Professional Football League og bliver afviklet på regionalt og ikke nationalt niveau. Lowland League er sidestillet med Highland League, og disse to divisioner udgør niveau 5 i pyramiden, og fra sæsonen 2014-15 vil vinderne af de to ligaer spille mod hinanden om retten til at spille oprykningskampe mon holdet, der slutter som nr. 10 i League Two.
Under Lowland League findes East of Scotland Football League med 20 klubber, herunder fire reservehold, inddelt i to divisioner, og South of Scotland Football League med 11 klubber i en enkelt division.
Alle 99 ligaklubber i senior football er medlemmer af Scottish Football Association og mange af klubberne deltager i Scottish Cup, men nogle af holdene i de lavere divisioner har ikke adgang til turneringen på grund af utilstrækkelige stadionforhold. Alle ligaerne har deres egne cupturneringer.

### Tidligere systemer

#### 1998-2013
Fra oprettelsen af Scottish Premier League ved starten af sæsonen 1998-99 til og med sæsonen 2012-13 var der to nationale ligaer, Scottish Premier League, der bestod af én division med 12 hold, og Scottish Football League, der bestod af tre divisioner med 10 hold i hver. Der var op- og nedrykning mellem Premier League og den øverste division i Football League samt mellem de enkelte divisioner i Football League.
| Niveau | Liga                     | Division                                 | Sponsornavn                                      | Hold |
| ------ | ------------------------ | ---------------------------------------- | ------------------------------------------------ | ---- |
| 1      | Scottish Premier League  | Scottish Premier League                  | Clydesdale Bank Premier League                   | 12   |
| 2      | Scottish Football League | Scottish Football League First Division  | Irn-Bru Scottish Football League First Division  | 10   |
| 3      | Scottish Football League | Scottish Football League Second Division | Irn-Bru Scottish Football League Second Division | 10   |
| 4      | Scottish Football League | Scottish Football League Third Division  | Irn-Bru Scottish Football League Third Division  | 10   |

Under de nationale ligaer, men helt separat herfra, fandtes tre regionale ligaer: Highland Football League med 18 hold i én division, South of Scotland League med 13 hold i én division og East of Scotland League med 25 hold i to divisioner med op- og nedrykning mellem de to divisioner. Tre af holdene i de regionale ligaer var reservehold for hold i Premier League eller Football League. Der var ingen op- eller nedrykning mellem de nationale og de regionale ligaer.
| Niveau | Highland Football League                         | East of Scotland Football League | South of Scotland Football League         |
| ------ | ------------------------------------------------ | -------------------------------- | ----------------------------------------- |
| 5      | Press & Journal Highland Football League 18 hold | Premier Division 12 hold         | South of Scotland Football League 13 hold |
| 6      |                                                  | First Division 13 hold           |                                           |

Alle ligaerne administreredes af Scottish Football Association.

## Junior football
Scottish Junior Football Association organiserer junior football, der omfatter ca. 150 klubber og generelt er på lavere niveau end senior football. Turneringerne er opdelt i tre regioner, West Region med 64 klubber, East Region med 63 klubber og North Region med 37 klubber. Disse klubber eksisterer fuldstændig adskilt fra Scottish Football Association (bortset fra Girvan FC, som af historiske årsager er medlem af både SFA og SJFA) og deltager i deres egne regionale pokalturneringer og den nationale Scottish Junior Cup. Betegnelsen junior refererer ikke til spillernes alder, men til niveauet af fodbold.
| Niveau | West Region                                | West Region                                | East Region                        | East Region                          | East Region                        | North Region                 |
| ------ | ------------------------------------------ | ------------------------------------------ | ---------------------------------- | ------------------------------------ | ---------------------------------- | ---------------------------- |
| 1      | West Super League Premier Division 12 hold | West Super League Premier Division 12 hold | East Super League 12 hold          | East Super League 12 hold            | East Super League 12 hold          | North Premier League 14 hold |
| 2      | West Super League First Division 14 hold   | West Super League First Division 14 hold   | East Premier League 12 hold        | East Premier League 12 hold          | East Premier League 12 hold        | North Division One 14 hold   |
| 3      | Ayrshire District League 12 hold           | Central League Division One 11 hold        | East Region North Division 11 hold | East Region Central Division 13 hold | East Region South Division 15 hold | North Division Two 9 hold    |
| 4      |                                            | Central League Division Two 11 hold        |                                    |                                      |                                    |                              |

Vinderne af ligaerne i junior football kan ikke rykke op i senior-ligaerne, men vinderne af de tre ligaer kvalificerer sig til den efterfølgende sæson af Scottish Cup.

## Amateur football
Helt separeret fra senior og junior football finder man de ca. 1.000 klubber, der er medlem af Scottish Amateur Football Association med 60-70 forskellige ligaer med i alt ca. 35.000 spillere. Dette inkluderer dog også Sunday League- og futsal-turneringer, og nogle få ungdomsforbund, der ikke kom med i sammenslutningen Scottish Youth Football Association. Af historiske årsager er nogle lokale forbund i Scottish Amateur Football Association, herunder North Caledonian Football League, ligeledes tilknyttet Scottish Football Association. Tre medlemmer af Scottish Amateur Football Association – Glasgow University, Burntisland Shipyard Amateur og Golspie Sutherland – er også medlem af Scottish Football Association og har lov til at tilmelde sig Scottish Cup.

## Welfare football
På nogenlunde samme niveau som Scottish Amateur Football Association finder man Scottish Welfare Football Association. SWFA blev etableret efter første verdenskrig og omfatter ca. 500 fodboldklubber, primært i det nordlige Skotland.